# Ludwig Kaiser (Jurist)
Ludwig Kaiser (* 23. März 1889 in Wiesbaden; † 28. September 1978 in Kassel) war ein deutscher Jurist, Pianist und Angehöriger des Widerstandes gegen den Nationalsozialismus.

## Leben
Ludwig Kaiser, der jüngere Bruder von Hermann Kaiser, studierte in Halle und Marburg/Lahn Rechtswissenschaft, auch Nationalökonomie; seine musikalische Ausbildung erhielt er am Wiesbadener Konservatorium und am Konservatorium Kassel. Obwohl er hauptberuflich eine juristische Laufbahn einschlug, war er daneben während der meisten Zeit seines Lebens auch ein geschätzter Pianist, der schon mit 10 Jahren sein erstes Konzert gab und später europaweit in Solokonzerten auftrat und namhafte Gesangsinterpreten begleitete, u. a. z. B. den Bassisten der Berliner Staatsoper und der New Yorker Metropolitan Opera Carl Braun 1921 auf einer Tournee, 1922 Fritz Windgassen, dann 1924 Emmy Leisner und Elisabeth Schumann sowie 1927 Leo Slezak.
Aufgrund seiner juristischen Ausbildung nahm Kaiser als Kriegsgerichtsrat am Ersten Weltkrieg teil. Er genoss das Vertrauen der Soldaten, was dazu führte, dass er während der Novemberrevolution von 1918 in den Soldatenrat gewählt wurde.
Nach Kriegsende absolvierte Kaiser sein Rechtsreferendariat und trat dann in den Staatsdienst, in dem er zum stellvertretenden Leiter des Finanzamts Kassel aufstieg. Bereits frühzeitig lehnte er den Nationalsozialismus offen ab – Kaiser gehörte 1932 zu den Unterzeichnern eines Aufrufes gegen die NSDAP – und stand in Auseinandersetzungen mit Roland Freisler, der damals als NS-Abgeordneter im Landtag von Hessen-Nassau saß und als Rechtsanwalt vor Gericht straffällig gewordene Nationalsozialisten verteidigte. Seine Haltung führte dazu, dass Kaiser nach der Machtergreifung aus dem Staatsdienst ausscheiden und eine Stellung bei einer Elektrizitätsgesellschaft antreten musste, bis er auch dort aus politischen Gründen 1937 entlassen wurde.
Mit Beginn des Zweiten Weltkriegs wurde Kaiser als Heeresrichter zur Wehrmacht eingezogen und als Oberkriegsgerichtsrat der Reserve der Heeresrechtsabteilung beim Oberkommando des Heeres in Berlin zugeteilt. Hier stieß er zu den Kreisen des militärischen Widerstandes gegen das NS-Regime, dem auch sein Bruder Hermann angehörte.
Bei der Organisation des Widerstandes und der Vorbereitung des Attentats vom 20. Juli 1944 arbeitete Kaiser eng mit Carl Friedrich Goerdeler zusammen; daneben fungierte er als Bindeglied zu Generalmajor Ludwig von Nida, dem früheren Stabschef des wichtigen Wehrkreises IX in Kassel, um die dortige Entwicklung lenken zu können.
Nach dem Scheitern des Attentats wurde Kaiser zusammen mit seinen Brüdern Hermann und Heinrich am 21. Juli im Haus seiner Schwestern in Wilhelmshöhe festgenommen und zunächst mit dem ältesten Bruder in das Zuchthaus Wehlheiden eingeliefert, weil keine Haftbefehle gegen Ludwig und Heinrich vorlagen. Bald danach wurde Ludwig Kaiser zum Verhör durch die Gestapo nach Berlin in die Prinz-Albrecht-Straße überstellt, ehe man ihn in die Lehrter Straße überführte; dieses Gefängnis war überfüllt und es herrschten furchtbare, unhygienische Verhältnisse. Da kein ausreichend belastendes Material gegen ihn vorlag, wurde er nicht vor den Volksgerichtshof gestellt, blieb jedoch in Gestapohaft, in der er zuerst durch eine ständig brennende Lampe, dann durch Dunkelhaft gefoltert wurde. Dadurch wurden seine Augen sehr in Mitleidenschaft gezogen. Später, kurz vor Weihnachten 1944, überführte man ihn in die Festung Küstrin, wo es ihm erheblich besser erging; Sonntags durften die Häftlinge sogar die Kirche besuchen, wobei Kaiser die Orgel spielte, wie sein Mitgefangener Johann Dietrich von Hassell berichtet. Beim Näherrücken der Roten Armee zu Beginn des Jahres 1945 verlegte man ihn nach Süddeutschland, wo er am 19. April 1945 in der Tübinger Augenklinik von der US-Armee befreit wurde.
Nach Kriegsende war Kaiser als Rechtsanwalt in Kassel tätig. Er befasste sich besonders damit, gegenüber der Bundesrepublik Deutschland die Ansprüche von Opfern der NS-Diktatur und Angehörigen des Widerstandes beziehungsweise ihren Hinterbliebenen auf Entschädigungen und Renten zu vertreten. So erreichte er unter anderem in einem aufwendigen Prozess, dass – entgegen der bis dahin in Rechtsprechung und Öffentlichkeit vorherrschenden Auffassung – die für Wiedergutmachungsforderungen zuständige Behörde die Rote Kapelle als Widerstandsorganisation anerkennen und somit der Witwe von John Graudenz eine Rente bewilligen musste.
Bis in die fünfziger Jahre trat Kaiser noch als Pianist auf; doch als Spätfolge der Gestapohaft verschlechterte sich sein Sehvermögen so sehr, dass er das Klavierspiel aufgab. 1965 erblindete er nahezu vollkommen. Eine Augenoperation konnte nur zehn Prozent der Sehkraft wiederherstellen; zudem erlitt er mehrere Schlaganfälle. Obwohl er zuletzt halbseitig gelähmt war, führte er seine Tätigkeit als Rechtsanwalt fort, bis ein letzter Schlaganfall zu seinem Tod führte.